# Oracle JD Edwards EnterpriseOne
Oracle JD Edwards EnterpriseOne — комплекс модульних інтегрованих галузевих застосунків для бізнесу, призначений для організацій, які проводять, розробляють, просувають на ринку, обслуговують або керують різними продуктами або фізичними активами. Рішення створене на основі інтегрованої обчислювальної системи «IBM System i», і, за заявою компанії, є першим, яке клієнти можуть придбати за тією ж ціною, що і зіставну конфігурацію систем на базі «Windows».
У червні 2003-го року рада директорів JDE погодилася з пропозицією компанії PeopleSoft щодо придбання J.D. Edwards; отже JDE перейшла у власність останньої у липні цього року. У ряду програмних продуктів PeopleSoft продукт було названо EnterpriseOne. У грудні 2004-го року Oracle поглинув PeopleSoft і продовжує підтримувати продукти J.D. Edwards. Між тим Оракл продовжує вдосконалювати JD Edwards EnterpriseOne, поточна версія 9.2.